# Usagi Yojimbo
Usagi Yojimbo je stripovski junak američkog Japanca Stana Sakaija.
Lik je zec samuraj, u svojstvu ronina, samuraja bez gospodara, a radnja se zbiva u doba feudalnog Japana.

## Podatci o stripovskom junaku
Kraj 17. stoljeća, feudalni Japan. Vrijeme je nemira i promjena. Rane iz vremena krvavih civilnih ratova još nisu zacijelile a šogunat Tokugawa je upravo uspostavio vlast nad cijelim carstvom. Uspostavljanjem mira od strane šogunata samuraji kao ratnička klasa postaju suvišni. Veliki broj samuraja, nekada podvrženih kodeksu časti znanom kao Bushido sada se odaje razbojništvu dok drugi postaju tjelesni čuvari novonastaloj trgovačkoj klasi. Feudalnim Japanom 17. stoljeća luta i stripovski junak, samuraj bez gospodara odnosno ronin, Miyamoto Usagi, poznatiji kao Usagi Yojimbo (Usagi=Zec; Yojimbo=plaćeni tjelesni čuvar), sljedeći put bushida, put ratnika koji uči da su odanost i čast iznad svega ostalog.
U već dva desetljeća Usagijevog lutanja drevnim Japanom odnosno koliko dugouhi junak živi u stripu, Usagi susreće razne likove od kojih svakako valja spomenuti barem neke poput Gennosukea ili kraće Gena, čestog Usagijevog suputnuka koji nastoji zaraditi kad god mu se ukaže prilika. U retrospektivnim pričama susrećemo Usagijevog senseija tj. učitelja Katsuichija. Tu je i Tomoe Ame, lukava i vješta ratnica, zasigurno najupečatljiviji predstavnik likova nježnijeg spola. Lepeza likova zaista je šarolika, osim već spomenutih susrećemo: Stray Dog, Kitsune, Zato-Ino, Lone Goat sa svojim sinom te mnoge, mnoge druge.
Usagi Yojimbo strip je koji je osvojio srca čitatelja širom svijeta a nije zaobišao niti Hrvatsku. Čitatelji u Hrvatskoj s Usagijem su se prvi puta susreli sredinom 1990-ih godina kada su objavljene dvije sveščice da bi od 2001. godine izdavač Bookglobe krenuo je s izdavanjem američkih tradepaperback izdanja Usagija (nekoliko mjesečnih sveski uvezanih u jedan album) u luksuznom tvrdoukoričenom izdanju. Do sada je objavljeno 7 brojeva (studeni 2010.), a nastavci se spremaju. 

## Podatci o autoru
Početkom 1980-ih godina kada je Stan Sakai, Amerikanac japanskog porijekla, tada tek ponekima znan po unosu teksta u Groo the wanderer (Groo lutalica) Sergia Aragonesa poželio kreirati vlastiti lik po uzoru na samuraja iz 17. stoljeća, Miyamota Musashija. Godine 1981. Stan započinje rad na liku Miyamota koji je prvotno imao ljudski izgled, međutim dvije godine kasnije Miyamotu daje životinjski lik, lik zeca. Godine 1984. Usagi napokon debitira kao strip u magazinu Albedo, zajedno s Nilsonom, još jednim od Sakaijevih stripova u kojemu glavni likovi imaju životinjska naličja. U Americi crno-bijeli stripovi nisu bili prilično popularni među čitateljstvom, međutim sredinom 1980-ih godina strip Teenage Mutant Ninja Turtles (Ninje kornjače) zadobio je ogromnu naklonost publike te tako otvorio put i drugim crno-bijelim stripovima među kojima i Usagiju. Ta pompa nije dugo trajala i preživjeli su samo najkvalitetniji stripovi, a među njima je, bio i Usagi. Godine 1985., za vrijeme najveće popularnosti crno-bijelih stripova u Americi Stan je dobio ponudu od izdavača Fantagraphics Books koju nije mogao odbiti, a koja se pokazala dobrim potezom jer nakon što je prvotno izlazio u strip magazinu Critters, 1987. godine dobio je i vlastitu seriju (mjesečnik tijekom ljeta, a dvomjesečnik ostatak godine). Postavši hitom, kako to već biva Usagijev lik masovno se počeo iskorištavati u komercijalne svrhe te se tako sljedećih godina pojavljuje na crtiću, majicama, tanke sveščice ponovo bivaju objavljene u tzv. trade paperback izdanjima ali i u onim tvrdokoričnim, slijede posebna izdnja u boji pa čak i igračke i računalna igrica, a 1992. godine Usagi dobiva klona smještenog u svemirska prostranstva pod imenom Space Usagi u izdanju Mirage Publishinga. Iste godine, popularnost crno-bijelih stripova najniža je posljednjih godina. Zabrinut da će izgubiti čitatelje Stan je odlučio crno-bijelog Usagija oživiti bojom. Međutim kako Fantagraphics Books nije izdavač stripova u boji a Usagi je bio jedini tzv. “funny animal” strip koji su izdavali, završno s brojem 38 Usagi prelazi u ruke novog izdavača, Mirage Publishinga, gdje dobiva novi izgled uz pomoć koloriranja od strane Toma Lutha. Mirage Publishing također objavljuje i drugu seriju Space Usagija.
U svemu tome Fantagraphics Books nije ostao kratkih rukava jer su i dalje u dogovoru sa Sakaijem izdavali trade paperback i tvrdokorična izdanja. No, sreća i dalje nije pratila hrabrog samuraja dugih ušiju, tako da je nakon samo 16 brojeva u izdanju Mirage Publishinga svoj dom morao još jednom potražiti negdje drugdje. Taj novi dom pronalazi 1996. godine u izdavačkoj kući Dark Horse Comics gdje ponovo izlazi u svojoj izvornoj, crno-bijeloj verziji. Dark Horse započinje s izdavanjem Space Usagi mini serijama s po 3 sveščice, a zatim i 3 sveščice Usagi Yojimbo mini serijama. Međutim potražnja čitateljstva za Usagijem postaje sve veća tako da su serije proširene s 3 na 5 knjižica po seriji. Objavljivanje jednom mjesečno knjižice sadrže 24 stranice priče i crteža Stana Sakaia da bi napokon Dark Horse otvorio posebnu seriju za Usagija. Od pete serije pa do danas Usagi Yojimbo redovno biva objavljivan 9 puta na godinu od strane Dark Horse Comicsa.

## Vanjske poveznice
- [neaktivna poveznica]